# Skolsta
Skolsta är en tätort (före 2020 småort) i Enköpings kommun belägen vid riksväg 55 i Litslena socken cirka 1 mil öster om Enköping. Länsväg C 563 går mot Härkeberga i nordväst. 
I byn finns bland annat en restaurang, bensinstation samt en skola; Skolstaskolan. I Skolstaskolan går ungefär 200 elever från förskoleklass till årskurs 6.

## Befolkningsutveckling
| Befolkningsutvecklingen i Skolsta 1965–2020                   | Befolkningsutvecklingen i Skolsta 1965–2020 | Befolkningsutvecklingen i Skolsta 1965–2020 | Befolkningsutvecklingen i Skolsta 1965–2020 | Befolkningsutvecklingen i Skolsta 1965–2020 |
| ------------------------------------------------------------- | ------------------------------------------- | ------------------------------------------- | ------------------------------------------- | ------------------------------------------- |
|                                                               |                                             |                                             |                                             |                                             |
| År                                                            |                                             |                                             | Folkmängd                                   | Areal (ha)                                  |
| 1965                                                          | 1965                                        |                                             | 200                                         |                                             |
| 1990                                                          | 1990                                        |                                             | 113                                         | 10#                                         |
| 1995                                                          | 1995                                        |                                             | 106                                         | 12#                                         |
| 2000                                                          | 2000                                        |                                             | 117                                         | 12#                                         |
| 2005                                                          | 2005                                        |                                             | 110                                         | 12#                                         |
| 2010                                                          | 2010                                        |                                             | 114                                         | 15#                                         |
| 2015                                                          | 2015                                        |                                             | 143                                         | 23#                                         |
| 2020                                                          | 2020                                        |                                             | 226                                         | 28                                          |
| Anm.: Ny tätort 1965. Upphörde som tätort 1970. # Som småort. |                                             |                                             |                                             |                                             |